# Острамондра
Острамондра (нім. Ostramondra) — громада в Німеччині, розташована в землі Тюрингія. Входить до складу району Земмерда. Складова частина об'єднання громад Келледа.
Площа — 18,37 км2. Населення становить 460 ос. (станом на 31 грудня 2021).